# Lymphocèle
Un ou une lymphocèle est l’accumulation de lymphe dans un kyste formé à la suite d’une intervention chirurgicale. Le développement spontané est rare. C'est un phénomène fréquent après un curage axillaire, une mastectomie, ou une lymphadénectomie réalisée lors du traitement des cancers de la prostate ou de la vessie et lors des transplantations rénales.

## Causes
Les lymphocèles se développent habituellement à la suite d'une lymphadénectomie (ablation chirurgicale d'un ganglion lymphatique) dans la cavité abdominale ou dans la région pelvienne, surtout si les vaisseaux lymphatiques séparés ne sont pas complètement obstrués. En outre, la fermeture naturelle des vaisseaux lymphatiques peut être retardée par l'héparinisation. Dans les deux cas, le liquide lymphatique sort librement dans le tissu et s'accumule dans le liquide extracellulaire. Les lymphocèles peuvent également se développer après une chirurgie dans les tissus mous de la paroi du tronc ou sur les jambes après une opération de varices. Une autre cause de lymphocèle peut être la déchirure des vaisseaux lymphatiques à la suite d'une blessure. 

## Symptômes
La plupart des lymphocèles sont asymptomatiques. Pour un lymphocèle symptomatique, les symptômes sont variables et dépendent de sa localisation.
- Lorsqu'il s'agit d'une uropathie obstructive, on peut observer une douleur fréquente au niveau du bassin, qui peut s'expliquer par l'augmentation du volume de la vessie. Cela s'accompagne souvent de dysurie, d'anurie ou au contraire, de polyurie et enfin de nycturie.

- Dans le cas d'un lymphocèle à la suite d'une mastectomie, on observe la formation d'une poche liquidienne sur tout le trajet de la cicatrice. Si on appuie sur cette zone, on peut observer la formation d'une onde  qui correspond au mouvement du liquide.

## Traitement
Les lymphocèles n'exigent aucun traitement dans la plupart des cas, car ils régressent habituellement après quelques semaines. La simple surveillance sous contrôle écho-tomographique est habituelle. Les vaisseaux lymphatiques adjacents prennent eux-mêmes en charge l'ablation de la lymphe. Cependant, dans certains cas,  une nouvelle intervention peut s'avérer nécessaire. Elle consiste le plus souvent en une ponction ou une sclérothérapie. Une cœliochirurgie sur la cavité abdominale peut aussi être pratiquée dans le cas d'un lymphocèle abdominal. Un certain nombre d'approches sont disponibles pour les lésions symptomatiques, notamment l'aspiration à l'aiguille fine avec guidage US ou TDM, l'insertion et le drainage du cathéter (avec utilisation possible de sclérosants) et le drainage chirurgical.